# Семисотка (балка)
Семисо́тка (укр. Семисотка, крымскотат. Suv Ağar, Сув Агъар) — маловодная балка (ручей) на Ак-Монайском перешейке Крыма, длиной 12,0 км, с площадью водосборного бассейна 47,5 км². Относится в группе рек Керченского полуострова. Начало балки находится на Парпачском хребте, в болотистой котловине между холмами Коль-Оба и Сюрук-Оба, течёт, в основном, на северо-северо-запад.
Севернее Северо-Крымского канала по руслу балки проложен главный коллектор № 30 (ГК-30) длиной 6,8 км, в том числе по руслу балки 4,6 км; площадь дренажной сети — 267 гектаров (по другим данным — главный дренаж № 1 (ГД-1). В балке расположено село и железнодорожная платформа Семисотка, по которым и дано название балке, ранее безымянной.
Впадает в Арабатский залив Азовского моря у села Каменское, ограничивая с запада Ак-Монайскую возвышенность.